# Ley Glass-Steagall
La Ley Glass-Steagall es el nombre bajo el que se conoce generalmente la Banking Act o Ley de Bancos de los Estados Unidos de 1933 (Pub. L. No. 73-66, 48 Stat. 162). Entró en vigor el 16 de junio de 1933, estableciendo la Corporación Federal de Seguro de Depósitos (FDIC) e introduciendo diversas reformas bancarias, para controlar la especulación, destacando la separación entre la banca de depósito y la banca de inversión (bolsa de valores). Fue promulgada por el presidente Franklin D. Roosevelt para evitar que se volviera a producir una situación como la crisis de 1929.
Fuertemente criticada desde mediados de los años 70, fue derogada el 12 de noviembre de 1999 por la Financial Services Modernization Act, más conocida como Ley Gramm-Leach-Bliley, justo a tiempo para permitir la constitución de Citigroup.

## Contexto histórico

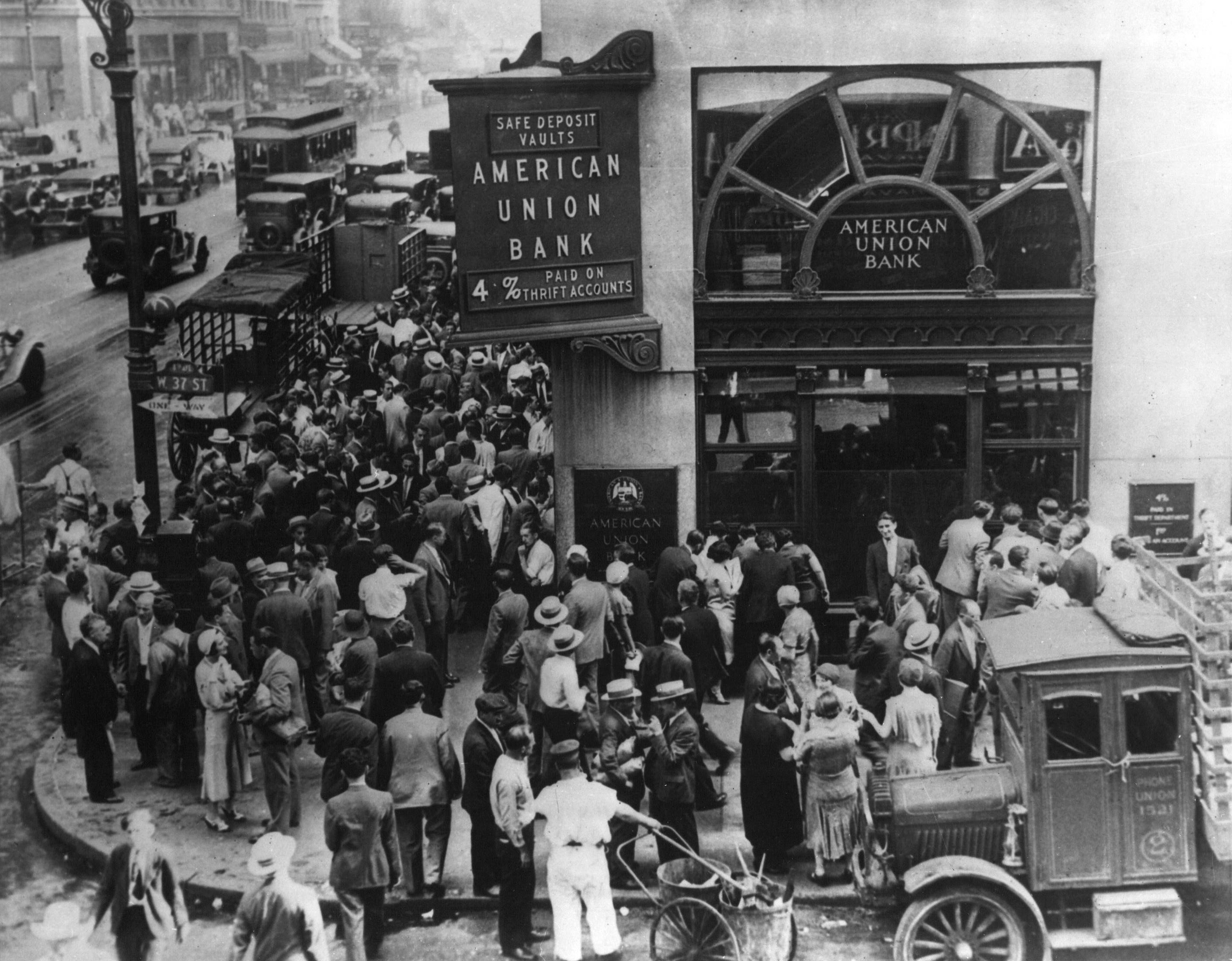
Retirada masiva en el New York's American Union Bank, banco que quebró en 1931.

La crisis de 1929 provocó el pánico a perder los ahorros, por lo que se produjo una retirada masiva de depósitos de los bancos, lo que llevó numerosas entidades a la quiebra.
En 1933, un joven procurador llamado Ferdinand Pecora, que participaba en la Comisión de los Asuntos Monetarios y Financieros del Senado estadounidense, condujo, de una forma bastante violenta y espectacular, las audiciones de varios directores bancarios sobre su papel detestable en la crisis, haciendo bascular la opinión pública hacia una regulación del sistema bancario. Y la llegada al poder de Franklin D. Roosevelt (Prefiero rescatar a los que producen alimentos que a los que producen miseria), y su política del New Deal da lugar a la ley.

## Principios de la ley
1. Total separación entre la banca de depósito y la banca de inversión (bolsa).
2. Creación de un sistema bancario conformado por bancos nacionales, estatales y locales. La ley Anti-monopolio (Sherman Act) impedía la competencia desleal entre ellas.
3. Los bancos fueron vetados de participar en los consejos de administración de las empresas industriales, comerciales y de servicios.

La finalidad de estas medidas era que no se pudiera especular con el dinero que la gente había depositado en los bancos.

## Consecuencias estructurales
Esta separación de funciones contribuyó a limitar el tamaño de los grupos bancarios estadounidenses. A pesar del tamaño de la economía estadounidense hasta el final del siglo XX d. C., los más grandes bancos a nivel mundial serían europeos y japoneses.

## Cuestionamiento a causa de «inadaptación al crecimiento de los mercados financieros»
Mientras que los bancos comerciales estadounidenses (a través de algunos artificios contables y jurídicos) y sobre todo por la creación de filiales en el extranjero (principalmente en Londres), participaban en el crecimiento de los mercados financieros, la banca de inversión se encontraba sub-capitalizada.
Así, durante los años 70 se aprobaron diversas decisiones que limitaron el alcance de hecho de la Ley, debilitándola y haciendo de la Ciudad de Londres la primera plaza financiera del mundo durante mucho tiempo.
La banca central estadounidense intentó eliminarla abiertamente a partir de 1986, pero hasta 1999 no lograría convencer al Senado de abolir este último «vestigio de los años 30», con el lobby reclamando la fusión gigante entre City y Travellers durante el segundo mandato de Bill Clinton.

## Derogación
La ley fue derogada durante el segundo mandato de William Jefferson «Bill» Clinton, del Partido Demócrata, el 12 de noviembre de 1999 por la Financial Services Modernization Act, más conocida como Ley Gramm-Leach-Bliley. Desde ese momento los bancos comerciales pudieron tomar más riesgos y apalancarse más, ya que eran al mismo tiempo bancos comerciales y de inversión.
Numerosos economistas y políticos (Lyndon LaRouche y Paul Volcker (asesor del presidente Barack Obama), EE. UU.; Jacques Cheminade, Francia) piensan que la adopción de una ley de este tipo podría evitar una nueva crisis como la de fines de 2008-2009. Así, el 21 de enero de 2010 Obama anunció unas propuestas para endurecer las reglas de los mercados financieros en el sentido de la antigua Ley derogada.